# Сверхъестественное (9-й сезон)
Девятый сезон американского мистического телесериала «Сверхъестественное», созданного Эриком Крипке, премьера которого состоялась на канале The CW 8 октября 2013 года, а заключительная серия вышла 20 мая 2014 года, состоит из 23 серий.
Сериал повествует о двух братьях — охотниках за нечистью, которые путешествуют по Соединённым Штатам Америки на чёрной Chevrolet Impala 1967 года, расследуя паранормальные явления, многие из которых основаны на городских легендах и фольклоре, а также сражаются с порождениями зла: демонами, призраками и другой нечистью.

## В ролях

### Главные актёры
- Джаред Падалеки — Сэм Винчестер, Гадриил (Иезекииль) и ведьма;
- Дженсен Эклс — Дин Винчестер, Гадриил (Иезекииль) и ведьма;
- Миша Коллинз — Кастиэль.

### Приглашенные актёры
- Кёртис Армстронг — Метатрон;
- А. Дж. Бакли — Эд Зеддмор;
- Бриана Бакмастер — шериф Донна Ханскам;
- Джим Бивер — Бобби Сингер;
- Фелиция Дэй — Чарли Брэдбери;
- Ди Джей Куоллс — Гарт Фитцджеральд IV;
- Эрика Кэрролл — Ханна.
- Линдси Маккеон — Тесса;
- Гил Маккинни — Генри Винчестер;
- Тимоти Омандсон — Каин;
- Тамо Пеникетт — Гадриил (Иезекииль) и сосуд Гадриила (Иезекииля);
- Николь «Снуки» Полицци — играет саму себя и демон перекрёстка;
- Кэтрин Рамдин — Алекс Джонс;
- Джулиан Ричингс — Смерть;
- Ким Родс — шериф Джоди Миллс;
- Ричард Спейт-мл. — Габриэль;
- Лорен Том — Линда Трен;
- Трэвис Уэстер — Гарри Спенглер;
- Адам Харрингтон — Бартоломей;
- Элейна Хаффман — Абаддон и Джози Сэндс;
- Осрик Чау — Кевин Трен;
- Марк А. Шеппард — Кроули.

## Список эпизодов
| № общий | № в сезоне | Название                                                         | Режиссёр         | Автор сценария                    | Дата премьеры   | Зрители в США (млн) |
| --- | ---------- | ---------------------------------------------------------------- | ---------------- | --------------------------------- | --------------- | ------------------- |
| 173 | 1          | «Думаю, мне здесь понравится» «'I Think I'm Gonna Like It Here'» | Джон Шоуолтер    | Джереми Карвер                    | 8 октября 2013  | 2,59                |
| Дин в бешенстве после того, как Сэму становится плохо, а врачи говорят, что он не выживет. В отчаянии Дин в молитве обращается ко всем ангелам с просьбой помочь его брату. В обмен на это Дин готов выполнить любую просьбу. Большинство ангелов очень злы на Дина и пытаются убить его, но один — Иезекииль — добирается до Дина первым. Тем временем Сэм борется за свою жизнь, и для этого ему приходится столкнуться с несколькими уже знакомыми нам демонами. Кастиэль старается выжить в мире людей без ангельской силы. |            |                                                                  |                  |                                   |                 |                     |
| 174 | 2          | «А нам всё равно» «Devil May Care»                               | Гай Би           | Эндрю Дабб                        | 15 октября 2013 | 2,33                |
| Дин приготовил «подарок» для Сэма и Кевина — Кроули в багажнике Импалы. Пока они пытаются отследить демонов на Земле, Аббадон продолжает свой план по захвату ада. Но её план слишком коварный для братьев. |            |                                                                  |                  |                                   |                 |                     |
| 175 | 3          | «Я не ангел» «'I'm No Angel'»                                    | Кевин Хукс       | Брэд Бакнер и Евгения Росс-Леминг | 22 октября 2013 | 2,34                |
| Иезекииль говорит Винчестерам, что группа разъярённых ангелов гонится за Кастиэлем. Они, в свою очередь, быстро отправляются на поиски, пока ещё не поздно. Тем временем Кастиэль продолжает осваивать жизнь обычного человека. |            |                                                                  |                  |                                   |                 |                     |
| 176 | 4          | «В гостях у сказки» «Slumber Party»                              | Роберт Сингер    | Робби Томпсон                     | 29 октября 2013 | 2,19                |
| Дороти из Страны Оз попыталась убить Ведьму Запада и они вместе оказались заперты в ловушке в бункере Хранителей. Винчестеры звонят Чарли, чтобы та помогла им разобраться с компьютерами, но она случайно открывает ловушку. Обнаруживается, что за одним из компьютеров находится ключ, который открывает проход, ведущий в страну Оз. Ключ не должен попасть к ведьме, а Дороти нужно вернуться домой. |            |                                                                  |                  |                                   |                 |                     |
| 177 | 5          | «Собачий полдень Дина» «Dog Dean Afternoon»                      | Тим Эндрю        | Эрик Чармело и Николь Снайдер     | 5 ноября 2013   | 2,15                |
| В ходе расследования Сэм и Дин выясняют, что свидетелем двух жестоких убийств была немецкая овчарка. Желая узнать, с какой нечистью они имеют дело на этот раз, Винчестеры находят заклинание, которое должно помочь Дину «найти общий язык» с собакой. К несчастью, у заклинания проявляется неожиданный побочный эффект. |            |                                                                  |                  |                                   |                 |                     |
| 178 | 6          | «Небеса не могут ждать» «'Heaven Can't Wait'»                    | Роб Спера        | Роберт Беренс                     | 12 ноября 2013  | 2,36                |
| Кастиэль всё больше начинает привыкать к человеческой жизни и устраивается на работу в супермаркет. Однако он вскоре узнаёт о мистических исчезновениях людей и просит Дина расследовать это дело. Дин, понимая, что встреча с Кастиэлем может разоблачить его ложь, оставляет Сэма с Кевином. |            |                                                                  |                  |                                   |                 |                     |
| 179 | 7          | «Плохие мальчишки» «Bad Boys»                                    | Кевин Паркс      | Адам Гласс                        | 19 ноября 2013  | 2,01                |
| Дину звонит старый знакомый по имени Сонни и просит помочь в одном деле. Он владеет пристанищем для нарушивших закон подростков, Дин уже бывал у него в доме, когда воровал еду в молодости. Сэм в шоке от того, что никогда не знал об этой части прошлого своего брата, и просит рассказать ему побольше, но Дин уклоняется от ответа. |            |                                                                  |                  |                                   |                 |                     |
| 180 | 8          | «Между молотом и наковальней» «Rock and a Hard Place»            | Джон Маккарти    | Дженни Клайн                      | 26 ноября 2013  | 2,39                |
| Сэм и Дин вновь встречаются с шерифом Миллс. Она вызывает Сэма и Дина на помощь в расследовании серии убийств в её небольшом городке. Выясняется, что все 4 жертвы принадлежали к одной из групп воздержания в местной церкви, и Сэм и Дин решают проникнуть в эту группу. Когда Дин внезапно исчезает, Сэм и шериф Миллс понимают, что Дина забрало то, за чем они охотятся, и объединяют усилия, чтобы его спасти. |            |                                                                  |                  |                                   |                 |                     |
| 181 | 9          | «Святой террор» «Holy Terror»                                    | Томас Дж. Райт   | Брэд Бакнер и Евгения Росс-Леминг | 3 декабря 2013  | 2,42                |
| Война ангелов началась — Сэм и Дин прибывают на место, где произошла массовая резня между ангелами, и случайно натыкаются там на Кастиэля. Во время расследования бойни, Кастиэль оказывается в плену и подвергается пыткам. Тем временем Дин задаётся вопросом, каковы на самом деле требования Иезекииля и не пришло ли время рассказать правду Сэму. |            |                                                                  |                  |                                   |                 |                     |
| 182 | 10         | «Большая прогулка» «Road Trip»                                   | Роберт Сингер    | Эндрю Дабб                        | 14 января 2014  | 2,21                |
| Дин опустошён после гибели Кевина и клянётся найти ангела, который убил его не только ради того, чтобы освободить Сэма, но и ради мести. Кастиэль прибывает в бункер и предполагает, что они смогут отделить сознание Сэма и поговорить с ним, чтобы изгнать Гадриила. Однако есть маленькая проблема: единственный, кто знает, как это сделать — Кроули. |            |                                                                  |                  |                                   |                 |                     |
| 183 | 11         | «Старший брат» «First Born»                                      | Джон Бэдэм       | Робби Томпсон                     | 21 января 2014  | 2,65                |
| Пытаясь вернуться на свой пост короля ада, Кроули просит у Дина помощи, чтобы найти Первый клинок, единственный меч, который может убить Абаддон. Дин неохотно соглашается. Сэм вернулся в бункер к Кастиэлю. Последний предлагает извлечь благодать и заточить Гадриила. Единственная проблема заключается в том, что это приведёт к необратимому исчезновению Сэма. |            |                                                                  |                  |                                   |                 |                     |
| 184 | 12         | «Острые клыки» «Sharp Teeth»                                     | Джон Шоуолтер    | Адам Гласс                        | 28 января 2014  | 2,76                |
| Когда Сэм и Дин узнают, что Гарт в больнице, они решают его навестить. Всё ещё чувствуя вину за Кевина, Дин набрасывается на Гарта с вопросами о его исчезновении и требует сказать ему, где он скрывался. Гарт делает вид, что ему нужно отойти, и сбегает от братьев. Не понимая, почему Гарт сбежал от них, Сэм и Дин начинают своё расследование и шокированы тем, что обнаруживают. |            |                                                                  |                  |                                   |                 |                     |
| 185 | 13         | «Очищение» «The Purge»                                           | Фил Сгриккиа     | Эрик Чармело и Николь Снайдер     | 4 февраля 2014  | 2,46                |
| Для расследования нескольких смертей, в которых жертвы становились тоньше сразу после смерти, Сэм и Дин замаскировались под работников спа, так как все жертвы искали способ, чтобы похудеть. Братья подозревают ведьм. Сэм устраивается в качестве фитнес-инструктора, Дин — работником на кухне. |            |                                                                  |                  |                                   |                 |                     |
| 186 | 14         | «Пленники» «Captives»                                            | Джерри Ванек     | Роберт Беренс                     | 25 февраля 2014 | 2,12                |
| В бункере объявляется призрак Кевина, который рассказывает, что души не попадают в рай, и просит найти его мать. Кастиэль узнаёт о других ангелах, не примкнувших к Бартоломею. |            |                                                                  |                  |                                   |                 |                     |
| 187 | 15         | «#слендер» «#thinman»                                            | Жанно Шварц      | Дженни Клайн                      | 4 марта 2014    | 1,93                |
| Убита девочка-подросток. За миг до смерти она успевает сделать фото, на котором видна призрачная фигура на заднем плане. Чтобы чем-то себя занять, Дин и Сэм направляются в Вашингтон на поиски призрака. Разговаривая с Бэтти, матерью убитой девушки, братья спрашивают её о паранормальных знаках, и Бэтти говорит, что ранее ей звонили «охотники за сверхъестественным» и спрашивали то же самое. Знаменитыми «охотниками за сверхъестественным» оказываются Гарри и Эд. |            |                                                                  |                  |                                   |                 |                     |
| 188 | 16         | «Бегущие по лезвию» «Blade Runners»                              | Серж Ладусер     | Брэд Бакнер и Евгения Росс-Леминг | 18 марта 2014   | 1,86                |
| Дин злится из-за того, что не может связаться с Кроули, который обещал ему отыскать Первый клинок. Когда наконец Кроули звонит Дину и Сэму, он сообщает им, что он колол себе человеческую кровь и теперь ему нужна их помощь. В довершение ко всему, демон, который доставала для него кровь, сдала его и предупредила Абаддон, что Кроули вместе с братьями Винчестерами ищут Первый клинок. Теперь братьям необходимо найти Клинок раньше, чем это сделает Абаддон, поэтому они обращаются за помощью к бывшему члену братства Хранителей знаний. |            |                                                                  |                  |                                   |                 |                     |
| 189 | 17         | «Лекарство от всех проблем» «'Mother's Little Helper'»           | Миша Коллинз     | Адам Гласс                        | 25 марта 2014   | 2,25                |
| Дин борется с последствиями принятия печати Каина. Тем временем Сэм находит дело об обычных людях, которые становятся жестокими убийцами. Сэм думает, что дело в одержимости, и предлагает Дину начать расследование, но последний просит ехать без него. Опрашивая местных старожилов, Сэм встречает пожилую леди по имени Джулия, которая рассказывает ему, что Хранители знаний приезжали в город в 1958 году. Она также рассказывает Сэму историю о молодом человеке по имени Генри Винчестер и его напарнице Джози Сандс. Пока Сэм в отъезде, Кроули испытывает Дина. |            |                                                                  |                  |                                   |                 |                     |
| 190 | 18         | «Сказки дядюшки Метатрона» «Meta Fiction»                        | Томас Дж. Райт   | Робби Томпсон                     | 15 апреля 2014  | 1,60                |
| Сэм и Дин всё ещё пытаются найти Абаддон. Тем временем в Юте убиты ангелы, отказавшиеся присоединиться к Метатрону. Кастиэль выясняет, что Гадриил работает на Метатрона, о чём сообщает Винчестерам. К Кастиэлю обращается Гавриил, настроенный убить Метатрона, и просит Кастиэля помочь ему. Приехав в город, куда, предположительно, направлялся Гадриил, Сэм и Дин понимают, что тот уже там. Спустя некоторое время Кастиэль понимает, что всё, что с ним происходило — иллюзия. Метатрон пытается убедить Кастиэля объединить с ним силы, но тот отказывается. Тем временем Винчестеры поймали Гадриила. Дин отправляет Сэма узнать, что произошло с Кастиэлем, а сам тем временем пытается выяснить у Гадриила, что задумал Метатрон. В мотеле, в котором остановился Кастиэль, Сэм встречает Метатрона, который предлагает обменять Кастиэля на Гадриила. |            |                                                                  |                  |                                   |                 |                     |
| 191 | 19         | «Алекс Энни Алексис Энн» «Alex Annie Alexis Ann»                 | Стефан Плещински | Роберт Бёрнс                      | 22 апреля 2014  | 2,10                |
| Шериф Миллс звонит Сэму и Дину после того, как она убила вампира, который атаковал заключённую по имени Энни. Они выясняют, что Энни была украдена семьёй вампиров, которые использовали её как приманку, чтобы привлечь людей, которыми они могли бы кормиться. Шериф Миллс пытается спасти Энни от похитителей, но ей становится известно, почему семья всегда на первом месте. |            |                                                                  |                  |                                   |                 |                     |
| 192 | 20         | «Кровные узы» «Bloodlines»                                       | Роберт Сингер    | Эндрю Дабб                        | 29 апреля 2014  | 2,03                |
| Сэм и Дин расследуют дело в Чикаго, где, как выясняется, несколько кланов монстров управляют тёмной стороной города. Одной из семей перевёртышей управляет Марго Лэсситер, чьё лидерство ставится под угрозу, когда домой возвращается её брат. Другая «правящая» семья в городе состоит из оборотней под началом Джулиана Дюваля. Кроме того, в Чикаго Сэм и Дин встречают Энниса, человека, имеющего личные счёты с монстрами. Винчестеры предупреждают его о трудностях жизни в качестве охотника, но Эннис отказывается их слушать и вступает на опасный путь. |            |                                                                  |                  |                                   |                 |                     |
| 193 | 21         | «Король Проклятых» «King of the Damned»                          | П. Дж. Пеше      | Брэд Бакнер и Евгения Росс-Леминг | 6 мая 2014      | 1,59                |
| Кастиэль берёт в заложники одного из ангелов, связанных с Метатроном, и просит Сэма и Дина его допросить и выяснить, что задумал Метатрон. Тем временем Абаддон, шантажируя Кроули его сыном, требует, чтобы он подстроил Винчестерам ловушку. Кроули вынужден согласиться, но предупреждает Дина об этом. Кастиэль выясняет, что кто-то из ангелов в его команде шпионит для Метатрона, встречается с Гадриилом и просит того о помощи. |            |                                                                  |                  |                                   |                 |                     |
| 194 | 22         | «Лестница в небо» «Stairway to Heaven»                           | Гай Би           | Эндрю Дабб                        | 13 мая 2014     | 1,74                |
| Когда массированная атака будет развязана на остальных ангелов, Кастиэль в шоке, узнав, что это было заказано одним из его последователей, в то время как Дин, который продолжает поддаваться влиянию Печати, узнаёт, что нападение является частью заговора с участием их старого союзника жнеца Тессы. |            |                                                                  |                  |                                   |                 |                     |
| 195 | 23         | «Ты веришь в чудеса?» «Do You Believe in Miracles?»              | Томас Дж. Райт   | Джереми Карвер                    | 20 мая 2014     | 2,30                |
| Метатрон делает свой ход против всего человечества. Дин, Сэм и Кастиэль сталкиваются с шокирующими последствиями своей борьбы с ним. |            |                                                                  |                  |                                   |                 |                     |